# Вулиця Ніла Хасевича (Рівне)
Ву́лиця Ні́ла Хасе́вича — одна з вулиць міста Рівне. Названа на честь художника, графіка, активного політичного діяча, члена ОУН та УГВР Ніла Хасевича.
Вулиця пролягає від Привокзального майдану на північ, паралельно залізничним коліям. Від вулиці Ніла Хасевича бере початок вулиця Григорія Сковороди.

## Історія
На польському плані міста Рівне 1938 року вулиця позначена як Елізи Ожешко, польської письменниці.
За радянських часів мала назву Волгоградська (до 1961 року — вулиця Сталінградська).